# 熱帶風暴尼莎 (2022年)
颱風納沙（英語：Typhoon Nesat，國際編號：2220，聯合颱風警報中心：WP232022，菲律賓大氣地球物理和天文管理局：Neneng）是2022年太平洋颱風季第20個被命名的風暴。「納沙」（國際音標：[neisaːt]）一名由柬埔寨所提供，意指捕魚。

## 發展過程
10月8日，一個熱帶擾動在關島以東生成，美國海軍研究實驗室給予擾動編號97W。
10月13日下午2時，日本氣象廳將其升格為熱帶低氣壓。
10月14日上午8時，台灣中央氣象局將其升格為熱帶性低氣壓，給予編號TD23。下午2時，聯合颱風警報中心將其評級提升為「高」，並發佈熱帶氣旋形成警報。晚間8時，日本氣象廳對其發布烈風警報。
10月15日凌晨2時，聯合颱風警報中心將其升格為熱帶低氣壓，給予熱帶氣旋編號23W。同時，香港天文台將其升格為熱帶低氣壓。下午2時，中國國家氣象局率先將其升格為熱帶風暴。同時，日本氣象廳將其升格為熱帶風暴，給予國際編號2220，並命名「尼莎」；台灣中央氣象局將其升格為輕度颱風。下午5時，香港天文台將其升格為熱帶風暴。10月16日晚間8時，台灣中央氣象局將其升格為中度颱風並同時解除海上颱風警報。

## 影響

### 臺灣
當地發布之颱風警報：海上颱風警報
由於颱風尼莎逐漸接近臺灣，交通部中央氣象局於10月15日下午16時發布海上颱風警報，首波警戒區域巴士海峽。

### 中國大陸
中央氣象台發布之最高颱風預警信號： 颱風藍色預警信號

#### 海南省
海南省氣象台發布之最高颱風預警信號： 颱風黃色預警信號

#### 廣東省
廣東省氣象台發布之最高颱風預警信號： 颱風白色預警信號

### 澳門
- 當地發出之最高熱帶氣旋信號：  一號風球

地球物理暨氣象局於10月16日下午2時發出一號風球，預計10月17日凌晨至早上發出三號風球的機會偏高。當時位於南海北部的“納沙”逐漸增強，隨後受一股較強東北季風影響，由偏西方向轉向西南方向移動，在澳門以南約450公里範圍內掠過，橫過南海中部，大致趨向海南島至越南中部一帶。

## 熱帶氣旋警告使用紀錄

### 中國大陸
| 国家气象中心 颱風預警信號 | 国家气象中心 颱風預警信號 | 国家气象中心 颱風預警信號 |
| ------------------------- | ------------------------- | ------------------------- |
| 上一熱帶氣旋              | 颱風藍色預警信號          | 下一熱帶氣旋              |
| 熱帶風暴桑卡              | 颱風藍色預警信號          |                           |

### 澳門
| 地球物理暨氣象局 熱帶氣旋信號 | 地球物理暨氣象局 熱帶氣旋信號 | 地球物理暨氣象局 熱帶氣旋信號 |
| ----------------------------- | ----------------------------- | ----------------------------- |
| 上一熱帶氣旋                  | 一號風球                      | 下一熱帶氣旋                  |
| 颱風馬鞍                      | 一號風球                      |                               |

### 臺灣
| 交通部中央氣象局 颱風警報 | 交通部中央氣象局 颱風警報 | 交通部中央氣象局 颱風警報 |
| ------------------------- | ------------------------- | ------------------------- |
| 上一熱帶氣旋              | 海上颱風警報              | 下一熱帶氣旋              |
| 中度颱風梅花              | 海上颱風警報              |                           |

香港🇭🇰
三號強風信號

## 外部連結
| 太平洋颱風季             |
| 主題頁 - 專題 - 編輯指南 |

- （日語）日本氣象廳首頁 （页面存档备份，存于）
- （英文）聯合颱風警報中心首頁 （页面存档备份，存于）
- （简体中文）中國國家氣象中心首頁 （页面存档备份，存于）
- （繁體中文）臺灣中央氣象局首頁 （页面存档备份，存于）
- （繁體中文）香港天文台首頁 （页面存档备份，存于）
- （繁體中文）澳門地球物理暨氣象局首頁 （页面存档备份，存于）
- （英文）菲律賓大氣地球物理和天文管理局 惡劣天氣公告 （页面存档备份，存于）
- （泰文）泰國氣象局首頁 （页面存档备份，存于）